# Aleksandr Guerassimov (hockey sur glace)
Pour les articles homonymes, voir Aleksandr Guerassimov.
Temple de la renommée russe : 2014
Aleksandr Petrovitch Guerassimov (en russe : Александр Петрович Герасимов, transcription anglaise : Alexander Gerasimov), né le 19 mars 1959 à Penza en URSS et mort le 21 mai 2020 à Moscou en Russie, est un joueur professionnel soviétique puis russe de hockey sur glace.

## Biographie

### Carrière de joueur
Aleksandr Guerassimov commence sa carrière professionnelle en championnat d'URSS avec le Dizelist Penza en 1977. Trois ans plus tard, il rejoint le CSKA Moscou. Il remporte huit titres de champion avec le club de l'armée. En 1988, il met un terme à sa carrière. Il termine avec un bilan de 232 matchs et 73 buts en élite russe.

### Carrière internationale
Aleksandr Guerassimov a représenté l'URSS à 42 reprises (21 buts) sur une période de 4 saisons de 1982 à 1986. Il a participé aux jeux olympiques de 1984 couronnés d'or.

## Statistiques

### En équipe nationale
| Année | Équipe | Compétition                 |   | PJ | B | A | Pts | Pun                |  | Résultat |
| 1977  | URSS   | Championnat d'Europe junior | 6 | 5  | 4 | 9 | 12  | Médaille de bronze |  |          |
| 1978  | URSS   | Championnat du monde junior | 7 | 2  | 6 | 8 | 2   | Médaille d'or      |  |          |
| 1979  | URSS   | Championnat du monde junior | 6 | 2  | 6 | 8 | 24  | Médaille d'or      |  |          |
| 1984  | URSS   | Jeux olympiques             | 7 | 2  | 3 | 5 | 6   | Médaille d'or      |  |          |